# American Red Cross Nursing Service
Der American Red Cross Nursing Service (Schwesternschaft des Amerikanischen Roten Kreuzes, ARCNS) wurde 1909 von Jane Arminda Delano, Krankenschwester und Mitglied des American Red Cross, gegründet. Als Pionierin der modernen Pflege organisierte sie den ARCNS durch Zusammenschluss der Bemühungen der American Nurses Association, des United States Army Nurse Corps und des Roten Kreuzes. Durch ihre Anstrengungen gab es bereits 8000 ausgebildete und trainierte Notfalleinheiten zur Katastrophenhilfe als die Vereinigten Staaten in den Ersten Weltkrieg eintraten. Durch Zusammenarbeit mit Mary Adelaide Nutting, Präsidentin der American Federation of Nurses und Annie Warburton Goodrich, der Dekanin der Army School of Nursing konnten mehr als 20.000 Krankenschwestern während des Krieges ihren Dienst in der Armee aufnehmen.
Die Rotkreuzschwester wurde zu einem nationalen Symbol, rund 370.000 Pflegekräfte (Stand 2018) haben sich seit Gründung des ARCNS eingetragen um in Kriegszeiten oder bei Katastrophen zu helfen und Menschen während Friedenszeiten zu unterstützen.